# Czernyszewskoje (stacja kolejowa)
Czernyszewskoje (ros. Чернышевское) – stacja kolejowa w miejscowości Czernyszewskoje, w rejonie niestierowskim, w obwodzie królewieckim, w Rosji. Położona jest na linii Kowno – Czernyszewskoje – Królewiec. Jest to rosyjska stacja graniczna na granicy z Litwą.

## Historia
Stacja została otwarta w 1860 jako końcowa stacja Pruskiej Kolei Wschodniej (odcinek Królewiec – Ejdkuny) i położona najdalej na północ stacja graniczna na granicy z Rosją. Kończyła się tutaj normalnotorowa linia niemiecka, łącząc się z linią szerokotorową biegnąca do stacji Kolei Warszawsko-Petersburskiej Wilno. W okresie przynależności Prus Wschodnich do Niemiec stacja nosiła nazwę Eydtkuhnen (pol. Ejdkuny, Ejtkuny). Po I wojnie światowej niemiecka stacja graniczna na granicy z Litwą. W czasach narodowego socjalizmu nazwę zmieniono na Eydtkau.
Po II wojnie światowej, w związku ze znalezieniem się terenów po obu stronach dawnej granicy w Związku Sowieckim i bliskości stacji Kibarty, zniszczona działaniami wojennymi stacja została zamknięta. Upadek ZSRR i ponowne powstanie granicy państwowej, z Rosją tym razem po zachodniej stronie granicy, spowodował konieczność powstania stacji granicznej. Stacja Czernyszewskoje została odbudowana w latach 2002–2009.